# Stachylina manicata
Stachylina manicata är en svampart som beskrevs av M.C. Williams & Lichtw. 1984. Stachylina manicata ingår i släktet Stachylina och familjen Harpellaceae.   Inga underarter finns listade i Catalogue of Life.